# 拟黄荆
拟黄荆（学名：Vitex negundo var. thyrsoides）为马鞭草科牡荆属下的一个变种。

## 扩展阅读
- 維基物種上的相關：拟黄荆